# Papilio syfanius
Papilio syfanius is een vlinder uit de familie van de pages (Papilionidae). De wetenschappelijke naam van dit taxon is voor het eerst geldig gepubliceerd in 1890 door Charles Oberthür.